# 石进
石进（1981年4月5日—），生于中國广西柳州，是一位钢琴音乐创作演奏的爱好者，主要作品为《夜的钢琴曲》（英語：Melody Of The Night）系列。其代表作《夜的钢琴曲五》成为了中国大陆广播电视媒体经典的背景音乐。他的正職是一名网络工程师。

## 背景
石进未受过正规的音乐课程培训，目前的正式工作也与音乐无关。对于他本人而言，写钢琴曲只是业余爱好，“当初根本没想到会有这么多人喜欢”。
石进自称在小学时学过两年电子琴，不过由于学业原因停止了对音乐的学习。自学钢琴是从2002年看一场周杰伦的音乐会之后开始的。2004年开始尝试写歌。2005年，石进离开柳州到南宁工作生活，从那时起开始创作《夜的钢琴曲》系列。

## 创作
从2005年开始创作至今，他已经写了50余首钢琴曲和多首通俗歌曲。
2010年10月，华谊兄弟的工作人员发现了《夜的钢琴曲五》，于是通过邮件与石进联系，告诉他准备用他的曲子，但是具体用在哪部电影还没确定。大约半个月后，华谊工作人员表示，冯小刚已经确定要把《夜的钢琴曲》第五首用在《非诚勿扰2》电影中，并与石进签约，主动支付了版权费。电影正式放映之后，由于其钢琴曲与对应电影情节非常符合，使不少人感动流泪，石进和他的作品逐渐被人所熟知。
2011年《夜的钢琴曲》CD出版发行，2012年《夜的钢琴曲Ⅱ》CD出版发行。
在中国大陆音乐行业版权混乱，盗版现象严重，对此石进坦言，音乐并不能为其实现生活保证，这也是自己坚持工作的原因。不过他也表示他也很享受这样的状态，把音乐当成一种爱好，在创作上并没有太大压力，不会担心灵感被挤跑。

## 评价与获奖
石进的作品受到了广泛好评。其作品《夜的钢琴曲五》曾被中国中央电视台《【健康之路】品味人生——万承奎》和《第一时间》、CCTV11、珠江台《今日关注》等多个频道和节目用为配乐。2011年，石进出版了《夜的钢琴曲—石进原创钢琴曲14首》一书，在二次加印后依然处于缺货状态。后来又出版了《夜的钢琴曲Ⅱ》，在淘宝上架仅10分钟就卖出100张。
2011年5月，石进的代表作品《夜的钢琴曲五》被提名华语金曲奖，提名年度最佳独奏专辑。